# Cașunca, Florești
Cașunca este un sat din raionul Florești, Republica Moldova.

## Istorie
Cașunca a fost întemeiată în 1840 de către Ștefan Casso, român originar din Macedonia. De la întemeietorul satul provine și denumirea localității, inițial, ortografiată Cassovca - după cerințele țariste din acea perioadă. Ulterior, descendenții lui Ștefan Casso, în special fiul său Nicolae, au dorit să-și zică Cașu, iar denumirea satului s-a transformat din Cassovca în Cașunca. Ștefan Casso avea o moșie imensă care cuprindea satele Ciutulești, Băhrinești, Ștefănești, Roșieticii Vechi, Roșieticii Noi. Primii locuitori ai Cașuncăi proveneau din Noua Suliță, dar e posibil că au venit și din Ghindești. Un grup de țărani au fost alungați de pe moșia Ghindești, deoarece au depus o plângere guvernatorului cu privire la nedreptățile moșierului Ivan Crușenvan. E foarte probabil că țăranii au fost primiți în noua localitate - Cassovca.
Datele statistice din 1859 menționează satul Cașunca în volostea Pepeni, județul Soroca. Satul avea 80 de case, și era locuit de 305 de bărbați și 293 de femei. În 1870 populația localității constituia 476 de oameni și erau 95 de gospodării, în 1975 - 535 de oameni și 146 de gospodării. La începutul secolului XX, 1902 în Cașunca erau 185 de case, 899 locuitori, o biserică, 70 de cai și 392 de vite.
Structura etnică în 1930
     Români (96,17%)
     Ruși (2,69%)
     Evrei (0,92%)
La 27 martie 1918 Sfatul Țării votează unirea Basarabiei cu România. În 1923 în Cașunca locuiau 570 de bărbați și 726 de femei, funcționau: o școală primară pentru băieți și fete, primări, poștă rurală, o carieră de piatră, 2 cârciumi. Documentele din 1924 îl menționează ca primar pe Apetrei Timofte, notar - Trifon Gheorghe. În perioadă interbelică în Cașunca activa și o Societate cooperativă, președintele - Stoianov Constantin. La recensământul general din 1930 în Cașuna au fost înregistrați 1411 de locuitori, inclusiv 676 bărbați și 735 femei, și 344 de case. Componența etnică era alcătuită din români - 1357 persoane, ruși - 38 persoane și evrei - 13 persoane. Limba română a fost declarată ca limbă maternă de 1358 locuitori, limba rusă - 37 locuitori, limba idiș - limba rromă - 13 locuitori, 3 locuitori. În 1933 în cataloagele școlii primare erau înscriși 185 de elevi. Profesori arua: Constantin Stoian, Ecaterina Stoian, Vasile Acamenițoaiei și S. Cveatcovschi.
În 1940 URSS-ul anexează Basarabia.
1941 - 446 clădiri

## Populație
Structura etnică în 2004
     Români (99,55%)
     Ucraineni (0,3%)
     Ruși (0,15%)
La recensământului general din anul 2004, în Cașunca au fost numărați 2003 de locuitori, inclusiv 977 de bărbați (48,77%) și 1026 de femei (51,23%). Structura etnică a populației este alcătuită din români - 1994 persoane, ucraineni - 6 persoane și ruși - 3 persoane.
Cașunca - evoluția demografică

|  | Graficele sunt indisponibile din cauza unor probleme tehnice. Mai multe informații se găsesc la Phabricator și la wiki-ul MediaWiki. |

Date: Recensăminte sau birourile de statistică - grafică realizată de Wikipedia

În 2004 s-au înregistrat 756 de gospodării, cu mărimea medie de 2,5 membri. Cele mai multe gospodării, 206 la număr, sunt alcătuite din 167 persoane, 181	de gospodării sunt alcătuite din 3 persoane, 152 gospodării - din 4 persoane, 33 gospodării din 5 persoane, 12 gospodării - din 6 persoane, 4 gospodării - din 7 persoane, 1 - din 8 persoane.

## Administrație și politică
Componența Consiliului local Cașunca (11 consilieri), ales la 5 noiembrie 2023, este următoarea:
|  | Partid                                        | Consilieri | Componență | Componență | Componență | Componență | Componență | Componență | Componență |
|  | --------------------------------------------- | ---------- | ---------- | ---------- | ---------- | ---------- | ---------- | ---------- | ---------- |
|  | Partidul Acțiune și Solidaritate              | 7          |            |            |            |            |            |            |            |
|  | Partidul „Renaștere”                          | 2          |            |            |            |            |            |            |            |
|  | Partidul Socialiștilor din Republica Moldova  | 1          |            |            |            |            |            |            |            |
|  | Partidul Dezvoltării și Consolidării Moldovei | 1          |            |            |            |            |            |            |            |

## Personalități
- Serafim Andrieș (n. 1942), cercetător în agricultură, membru al Academiei de Științe a Moldovei.